# Zafferana Etnea
Zafferana Etnea (Sicilsky: Zafarana) je italské město s 9 450 obyvateli na území metropolitního města Katánie na východě Sicílie. Leží přibližně 230 km jihovýchodně od hlavního města Palerma a zhruba 25 km severně od Catanie. Pod město Zafferana správně spadají další menší obce či vesnice.

## Poloha
Město leží v nadmořské výšce 574 m n. m. na úbočí Etny, největší evropské činné sopky. Na jejím správním území leží část „Národního parku Etna“. Zafferana Etna hraničí s následujícími správními celky: Aci Sant'Antonio, Acireale, Adrano, Belpasso, Biancavilla, Bronte, Castiglione di Sicilia, Giarre, Maletto, Milo, Nicolosi, Pedara, Randazzo, Sant'Alfio, Santa Venerina, Trecastagni, Viagrande.

## Podnebí
Z klimatického hlediska představuje Zafferana významné středisko odpočinku, a to především v letních měsících, kdy se vedro v přímořských městech stává leckdy nesnesitelným. Přítomnost chladivé Etny s jejími svěžími lesy umožňuje vyrovnávat se s těmito vysokými teplotami vcelku obstojně.
Mírné klima v jarních či podzimních měsících však střídá (na místní poměry) dostatečně tuhá zima, s lehkými mrazíky a vzácným sněžením, což oceňují zejména vyznavači zimních sportů ve vyšších nadmořských výškách na svazích Etny.
Průměrná teplota je o několik stupňů nižší než ta v Catanii, či ve městech dole na pobřeží.